# 옌스 오드가르드
옌스 오드가르드(덴마크어: Jens Odgaard, 1999년 3월 31일 ~ )는 덴마크의 축구 선수이다. 그의 포지션은 스트라이커로, 현재 이탈리아 세리에 A의 볼로냐에서 활약하고 있다.

## 유소년 경력
오드가르드는 륑뷔 BK 유소년 클럽에서 경력을 시작했다.

## 클럽 경력

### 륑뷔
2016년 3월 15일, 오드가르드는 16세의 나이로 륑뷔에서 데뷔하였다. 1-0으로 이긴 올보르와의 덴마크컵 경기에서 그는 벤치에서 시작했지만, 89분에 구스타프 테르킬드센과 교체 투입되었다.
2016년 4월 17일, 그는 2-0으로 이긴 네스트베드 BK와의 경기에서 65분에 예페 키예르와 교체 투입되어 첫 리그 경기를 치렀다.
오드가르드는 2016년 여름에 륑뷔와 계약을 2018년 여름까지 연장하였고, 1군으로 승격되었다. 그는 17세 115일의 나이로 덴마크 수페르리가 경기에 출전한 륑뷔 BK 역사상 최연소 선수였다.

### 인테르나치오날레
2017년 7월 5일, 인테르나치오날레는 오드가르드의 영입을 발표했다. 그는 청소년 팀에서 뛰었다.

### 사수올로
2018년 6월 30일, 오드가르드는 세리에 A의 사수올로로 이적했지만, 인테르나치오날레는 그를 다시 영입할 권리를 보유했다.

#### 헤이렌베인 (임대)
2019년 6월 22일, 오드가르드는 에레디비시의 SC 헤이렌베인으로 2020년 6월 30일까지 임대되었다.

#### 루가노 (임대)
2020년 10월 2일, 오드가르드는 스위스의 루가노로 2021년 6월 30일까지 임대되었다.

#### 페스카라 (임대)
2021년 1월 22일, 오드가르드는 세리에 B의 페스카라로 시즌이 끝날 때까지 임대되었다.

#### RKC 발베이크 (임대)
2021년 7월 24일, 그는 네덜란드의 RKC 발베이크로 새로운 임대를 떠났다.

### AZ
2022년 6월 24일, 오드가르드는 네덜란드의 AZ와 5년 계약을 맺으며 이적했다.